# Queen (Comté de)
Pour l’article homonyme, voir Queen (homonymie).
Comté de Queen fut une circonscription électorale fédérale de l'Île-du-Prince-Édouard. La circonscription fut représentée de 1873 à 1896.
La circonscription a été créée lors de l'entrée de la province dans la confédération canadienne en 1873. Abolie en 1892, la circonscription fut redistribuée parmi Prince-Est, Queen's-Est et Queen's Ouest. Durant son existence, la circonscription fut représentée par deux députés élus.

## Géographie
En 1873, la circonscription du Comté de Queen comprenait:
- Le Comté de Queens

## Députés
Élection partielle de 1873
- David Laird, Libéral
- Peter Sinclair (père), Libéral

Élection partielle de 1873
- David Laird, Libéral

Élection fédérale canadienne de 1874
- David Laird, Libéral
- Peter Sinclair (père), Libéral

Élection partielle de 1876
Déclenchée après la nomination de M. Laird en tant que lieutenant-gouverneur des Territoires du Nord-Ouest
- James Colledge Pope, Conservateur

Élection fédérale canadienne de 1878
- John Colledge Pope, Conservateur
- Frederick de Sainte-Croix Brecken, Conservateur

Élection partielle de 1878
- James Colledge Pope, Conservateur

Élection fédérale canadienne de 1882
- Louis Henry Davies, Libéral
- John Theophilus Jenkins, Libéral-conservateur

Élection partielle de 1883
Déclenchée après que l'élection de M. Jenkins fut déclarée nulle
- Frederick de Sainte-Croix Brecken, Conservateur (2)

Élection partielle de 1884
Déclenchée après la nomination de M. Brecken en tant que maître des Postes de Charlottetown
- John Theophilus Jenkins, Libéral-conservateur (2)

Élection fédérale canadienne de 1887
- Louis Henry Davies, Libéral (2)
- William Welsh, Libéral indépendant

Élection fédérale canadienne de 1891
- Louis Henry Davies, Libéral (2)
- William Welsh, Libéral indépendant